# Bigmouth Strikes Again
Singles de The Smiths
The Boy with the Thorn in His Side
(1985) Panic
(1986)
Pistes de The Queen Is Dead
Cemetery Gates The Boy with the Thorn in His Side
Bigmouth Strikes Again est une chanson de The Smiths, sortie en 1986, sur leur troisième album The Queen Is Dead. Single le mieux classé de cet album, elle atteignit l'année de sa sortie la 26e place dans les charts britanniques. Elle figure également comme chanson de fermeture sur le seul album live des Smiths, Rank, sorti en 1988.
La chanson contient une référence humoristique à Jeanne d'Arc.
La phrase « and her hearing aid started to melt » (et sa prothèse auditive commença à fondre) fait référence à une fan du groupe, malentendante et mal à l'aise en raison de sa prothèse auditive. Aux représentations du temps de la sortie de Bigmouth Strikes Again, Morrissey en portait parfois une sur scène pour la soutenir.[réf. nécessaire]
La voix aiguë que l'on entend en arrière-plan, créditée comme étant celle d'une certaine « Ann Coates », est en réalité celle de Morrissey. Ce nom fait référence à Ancoats, district de Manchester duquel le groupe est originaire.
Depuis la séparation des Smiths, Morrissey continue d'interpréter cette chanson en concert, remplaçant depuis le début des années 2000 le mot walkman par le mot iPod. Elle apparaît sous cette forme sur son album live, Live at Earls Court, sorti en 2005.
La chanson a été reprise par Placebo qui, dans sa version, remplace le mot walkman par le mot discman et l'expression hearing aid (prothèse auditive) par le mot megadrive. Elle figure sur une face B de Nancy Boy, sur le disque 2 de l'édition spéciale de Sleeping with Ghosts et aussi sur la compilation hommage The Smiths Is Dead. Bigmouth Strikes Again a aussi été reprise par les groupes Treepeople, The Entertainment System et Slapshot. 
Elle est également reprise et traduite sous le titre Batyar par The Ukrainians, sur leur EP de reprises de "The Smiths" en 1992, Pisni iz The Smiths.

## Liste des chansons

### Single: Rough Trade / RT192 (UK)
1. Bigmouth Strikes Again
2. Money Changes Everything

### Maxi single: Rough Trade / RTT192 (UK)
1. Bigmouth Strikes Again
2. Money Changes Everything
3. Unloveable

## Gravures sur vinyle
Single et maxi single : BEWARE THE WRATH TO COME / TALENT BORROWS, GENIUS STEALS
La gravure sur la face A est tirée d'une banderole qui apparaît dans le film Hobson's Choice, l'un des films préférés de Morrissey. La gravure sur la face B est une citation d'Oscar Wilde.

## Artwork
Photographies de James Dean par Nelva Jean Thomas.